# Louis-Joseph de Montcalm
Louis Joseph de Montcalm-Gozon, marquis de Saint-Véran (dit de Montcalm), född 28 februari 1712 på slottet Candiac, nära Nimes i Frankrike, död 14 september 1759 i Québec, Kanada, var överbefälhavare för den franska kolonialarmén i Nordamerika under den brittiska invasionen av Kanada.

## Karriär
Montcalm inledde sin militära officerskarriär 1729 med en kaptenstjänst som hans far enligt tidens sed köpt till sin son. Montcalm deltog i det polska tronföljdskriget och därefter i det österrikiska tronföljdskriget. Han sårades flera gånger och tillbringade en tid som krigsfånge. År 1743 hade han befordrats till överste och 1756 till general.
Höjdpunkten på Montcalms militära karriär kom 1756 då han utsågs till befälhavare för den franska kolonialarmén i Nordamerika. Militärt nådde han inledningsvis stora framgångar, vilka dock fördunklades genom de övergrepp på brittiska krigsfångar som hans indianska allierade genomförde efter slaget vid Fort William Henry. Händelserna där gav James Fenimore Cooper uppslaget till sin berömda roman Den siste mohikanen. Lämnad i sticket av moderlandet och illa stödd av generalguvernören Pierre de Rigaud de Vaudreuil de Cavagnial, lyckades Montcalm trots detta i fyra år hejda de brittiska trupperna under befäl av James Wolfe. Montcalm sårades i skrevet i slaget på Abrahams slätter som avgjorde kriget i Nordamerika utanför Québec den 13 september 1759 och avled följande dag.
År 1827 restes ett gemensamt monument över Wolfe och Montcalm på slagfältet utanför Québec.